# Tisa, Bacău
Tisa este un sat în comuna Sănduleni din județul Bacău, Moldova, România. La recensământul din 2002 mai avea 4 locuitori. În 2011 nu mai rămăsese niciunul.